# Vakhtang Kakhidze
Vakhtang Kakhidze (georgisch ვახტანგ (ვატო) კახიძე, Wachtang (Wato) Kachidse; russisch Вахтанг Кахидзе, Wachtang Kachidse; * 23. März 1959 in Tiflis) ist ein georgischer Komponist und Dirigent. Er ist der Sohn des Dirigenten Jansug Kakhidze.

## Leben
Vakhtang Kakhidze begann mit sechs Jahren, Klavier zu lernen. Er studierte und promovierte 1981 am Moskauer Konservatorium und studierte dort Komposition bei Nikolai Sidelnikov und Orchestrierung bei Edison Denisov. 1988–89 studierte er Dirigieren bei seinem Vater Jansug Kakhidze.
1989 begann Vakhtang Kakhidze, selbst zu dirigieren. Sein Debüt fand im Opern- und Ballett-Theater Tiflis statt, wo er mehrere Aufführungen seines Balletts Amazonen dirigierte. Ab 1993 arbeitete er als Dirigent des Tbilisi Symphony Orchestra. Neben Konzertauftritten nahm er über 25 CDs für internationale Tonträgerfirmen auf. Im Jahr 2002 wurde Vakhtang Kakhidze zum Chefdirigenten des Tbilisi Symphony Orchestra und zum künstlerischen Leiter des Jansug Kakhidze Tbilisi Center for Music & Culture ernannt. Außerdem leitet er das jährliche Internationale Musikfestival Autumn Tbilisi.
Im Jahr 2004 absolvierte Vakhtang Kakhidze eine Konzerttournee mit dem Tbilisi Symphony Orchestra in Russland und Italien und trat in renommierten Konzertsälen wie dem Großen Saal des Moskauer Konservatoriums, der Sankt Petersburger Philharmonie, dem Verdi-Konzertsaal des Mailänder Konservatoriums, dem neuen Konzertsaal der Accademia Nazionale di Santa Cecilia in Rom und der Berliner Philharmonie auf.
Vakhtang Kakhidze arbeitete mit vielen bekannten Orchestern wie u. a. dem Prager Symphonieorchester, dem Beijing Symphony Orchestra, dem Chor und Orchester der Pariser Dreifaltigkeitskirche, dem Israel Chamber Orchestra und der Kremerata Baltica.
Er arbeitete mit Musikern wie u. a. Nino Surguladze, Nino Machaidze, Jan Garbarek, Zurab Sotkilava, Natalia Gutman, Gary Hoffman, Michel Lethiec, Lisa Batiashvili, François Leleux, Eliso Virsaladze, Liana Isakadze, Alexander Toradze, Gidon Kremer, Juri Baschmet, José Carreras und Didier Lockwood.

## Werke
- Lullaby for mixed chorus (1975)
- Hymn for men’s octet (1976)
- Psalm for 3 flutes and tenor (1977)
- String Quartet (1978–1979)
- Concerto for piano and orchestra (1980)
- Flower of Hope, Cantata for mezzo-soprano, tenor, baritone and chamber orchestra (1981)
- In Memoriam for string orchestra (1982)
- Reflections for men’s octet and acoustic guitar (1983)
- Conjugations for symphony orchestra (1983)
- Barbale, Opera in 2 acts (1985–1986)
- Amazons, Ballet in 3 acts (1988–1989)
- Sheherazade, Music for ballet performance (1994)
- Alleluja for cello, voice and organ (1994)
- Moon Dances for cello and chamber orchestra (1994)
- Bruderschaft for viola, piano and string orchestra (1996)
- Reve d’ombre, Jazz Cantata for mixed chorus and jazz instruments (1998)
- Amazons, Symphonic Suite from the ballet (1998)
- Kyrie Eleison for brass band (1999)
- Blitz, Fantasy on Georgian Tunes for violin, voice, synthesizer and string orchestra (1999)
- 2000, Cantate de la paix for soprano, tenor, mixed chorus and symphony orchestra (2000)

Filmmusik
- 2007 The Russian Triangle
- 2000 Midjachvuli raindebi
- 2000 Nutsas skola
- 1994 Iavnana
- 1994 Express – Information
- 1991 Utskinari
- 1989 Besame
- 1989 Shemsrulebeli 977
- 1985 Vin aris meotkhe?
- 1984 Tu girtkamen – gaiqetsi
- 1983 Banditi aguris qarkhnidan